# Моделев
Моделев (укр. Моделів) — село на Украине, находится в Радомышльском районе Житомирской области.
Код КОАТУУ — 1825087802. Население по переписи 2001 года составляет 394 человека. Почтовый индекс — 12225. Телефонный код — 4132. Занимает площадь 1,567 км².

## Адрес местного совета
12256, Житомирская область, Радомышльский р-н, с.Потиевка, ул. Центральная, 31. Тел. 5-31-46